# UFC 190
UFC 190: Rousey vs. Correia var en MMA-gala som arrangerades av Ultimate Fighting Championship och ägde rum 1 augusti 2015 i Rio de Janeiro i Brasilien.

## Resultat
1. ↑  Titelmatch i bantamvikt.